# Ångermanlandsbrigaden
Ångermanlandsbrigaden (NB 21) var en Norrlandsbrigad inom svenska armén som verkade i olika former åren 1949–2000. Förbandsledningen var förlagd i Sollefteå garnison i Sollefteå.

## Historik
Ångermanlandsbrigaden sattes upp mellan åren 1949 och 1951 under namnet Ångermanlandsbrigaden (IB 51), genom att fältregementet (krigsförbandet) Ångermanlands regemente (I 51) omorganiserades genom försvarsbeslutet 1948 till infanteribrigad. Åren 1949–1992 hade Ångermanlandsbrigaden en systerbrigad vars namn var Ådalsbrigaden (IB 21), vilken genom försvarsutredning 88 upplöstes 1990.
Ångermanlandsbrigaden var ursprungligen en infanteribrigad, men kom 1972 att omorganiserades till en Norrlandsbrigad. Förbandet fick då den nya beteckningen NB 51. Det då den fjärde Norrlandsbrigaden, Västerbottensbrigaden, genom försvarsbeslutet 1972 upplöstes och utgick ur krigsorganisationen.
Inför försvarsbeslutet 1992 föreslog regeringen att krigsorganisationen skulle spegla fredsorganisationen. Därmed föreslogs att brigaden vid Västernorrlands regemente skulle avskiljas, och bilda ett självständigt kaderorganiserat krigsförband. Den 1 juli 1994 avskildes brigaden från regementet, och blev ett kaderorganiserat krigsförband inom Norra militärområdet (Milo N). Brigaden antog med det namnet Ångermanlandsbrigaden (NB 21).
Inför försvarsbeslutet 2000 föreslog regeringen i sin propositionen för riksdagen, att den taktiska nivån bör reduceras genom att fördelnings- och försvarsområdesstaber samt marinkommandon och flygkommandon skulle avvecklas. Detta för att utforma ett armétaktiskt, marintaktiskt respektive flygtaktiskt kommando vilka skulle samlokaliseras med operationsledningen. Förslaget innebar att samtliga försvarsområdesstaber skulle avvecklas, vilket inkluderade Smålands regemente. Vidare föreslog regeringen för riksdagen en kraftig reducering av arméförband. Vilket bland annat innebar att av de tretton brigadförband inom armén, skulle endast sex arméförband kvarstå för utbildning av armébrigadledningar och mekaniserade bataljoner. Vidare ansågs att de skulle vara relativt jämnt geografiskt fördelade över landet. I mellersta Norrland föreslog regeringen i sin proposition att Fältjägarbrigaden (NB 5) skulle kvarstå till förmån framför Ångermanlandsbrigaden (NB 21). Sollefteå garnison ansågs ha goda infrastrukturella betingelserna liksom övningsbetingelserna som inom Östersunds garnison. Dock ansåg regeringen att förutsättningarna för en fortsatt utveckling av garnisonen i Östersund var bättre än Sollefteå. Till Östersunds fördel vägde de övriga förband som låg inom garnisonen, Jämtlands flygflottilj (F 4), Arméns tekniska skola och Motorskolan. Att omlokalisera Arméns tekniska skola till annan ort, bedömdes av regeringen att det inte var ekonomiskt försvarbart. Skolorna ansågs skulle kunna personal- och kompetensförsörjas med hjälp av att det kvarstod en brigad i Östersund. Vidare pekade regeringen att det borde på grund av avståndet lättare för personalen i Sollefteå att flytta till Östersund än till exempelvis Boden. Vilket skulle minska en eventuell kompetensförlust inom armén.
Försvarsbeslutet medförde att Västernorrlands regemente med försvarsområde och Ångermanlandsbrigaden upplöstes och avvecklades den 30 juni 2000. Från den 1 juli 2000 övergick verksamheten till en avvecklingsorganisation, fram till att avvecklingen skulle vara slutförd senast den 31 december 2001. Avvecklingsorganisationen upplöstes i sin tur den 30 juni 2001, då avvecklingen av förbandet ansågs slutförd.

## Verksamhet
Ångermanlandsbrigaden var ursprungligen en infanteribrigad, men kom 1972 att bli den fjärde infanteribrigaden av totalt fem som omorganiserades till norrlandsbrigad. Förbandet fick då den nya beteckningen NB 51. Detta genom att Västerbottensbrigaden (NB 20) upplöstes som brigad åren 1972–1973, och övergick till tre fristående norrlandsskyttebataljoner F (11.-, 12.-, och 13. Nskbat F).
Brigaden var en av fyra Norrlandsbrigder som skulle mekaniseras och utrustas med Stridsfordon 90 samt det rysktillverkade pansarskyttefordonet MT-LB (svensk benämning Pbv 401), ett beslut som togs genom försvarsbeslutet 1992. Organisationen brigaden skulle gå in i benämndes NB 2000, en organisation som skulle vara i produktion 2004 och helt genomförd 2006. Således hann bara delar av brigaden utbildas i den nya organisationen innan den avvecklades 2000. 

### Bataljoner
- 1. norrlandsskyttebataljonen (Strf 90)
- 2. norrlandsskyttebataljonen (Pbv 401)
- 3. norrlandsskyttebataljonen (Pbv 401)
- 4. norrlandsrobotskyttebataljonen (Pvrb 55/TOW)
- Norrlandsluftvärnsbataljon (Lvrbs 70)
- Norrlandshaubitsbataljon (Haub 77)
- Norrlandsunderhållsbataljonen

### Internationell verksamhet
År 1998 ansvarade brigaden för uppsättningen av BA 11. Vilken var den elfte bataljonen av de så kallade bosnienbataljonenerna.

## Heraldik och traditioner
Ångermanlandsbrigaden delade heraldik och traditioner med Västernorrlands regemente. År 1974 instiftades Västernorrlands regementes (I 21) och Ångermanlandsbrigadens (NB 21) förtjänstmedalj i guld (VnorregÅngbrigGM) och i silver.(VnorregÅngbrigSM) i 9:e storleken. År 2000 instiftades Västernorrlands regementes minnesmedalj i guld (VnorrlregMSM). Den 24 juli 1996 mottog Ångermanlandsbrigaden sin fana, överlämnad av tjf arméchefen generalmajor Lars G Pettersson på Linsänket i Sollefteå.

## Förbandschefer
Brigadchefer åren 1949–2000. Åren 1949–1994 var brigadchefen tillika ställföreträdande chef vid Västernorrlands regemente.

- 1949–1991: ?
- 1991–1993: Bo Svensson
- 1993–1999: Överste Per-Ove Eriksson
- 1999–2000: Överste Anders Ek

## Namn, beteckning och förläggningsort
| Ångermanlandsbrigaden   | 1949-10-01 | – | 2000-06-30 |
| Avvecklingsorganisation | 2000-07-01 | – | 2001-06-30 |

| IB 51 | 1949-10-01 | – | 1972-06-30 |
| NB 51 | 1972-07-01 | – | 1994-06-30 |
| NB 21 | 1994-07-01 | – | 2000-06-30 |

| Sollefteå garnison (F) | 1949-10-01 | – | 2001-06-30 |

## Galleri

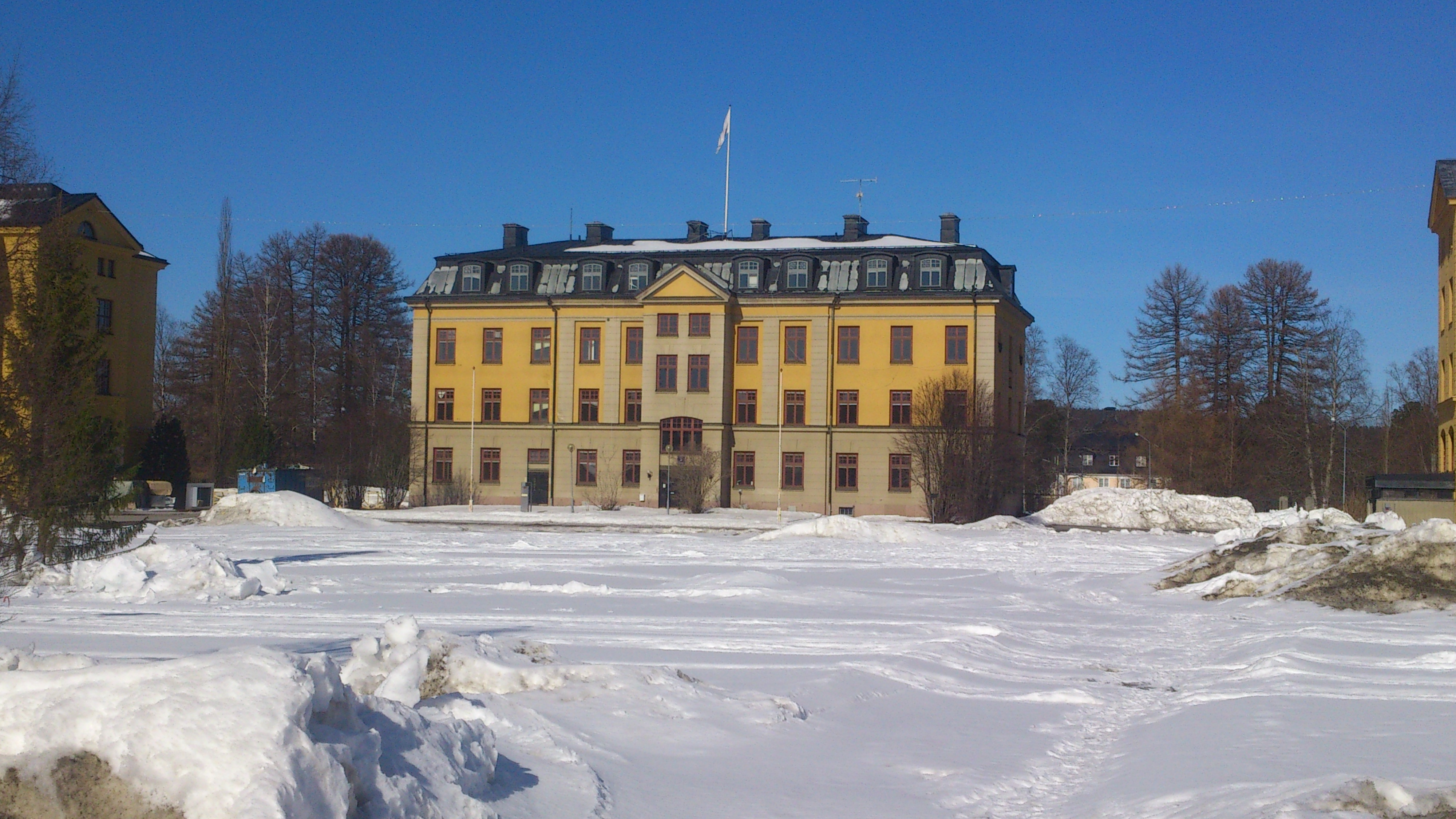
Kanslihuset.
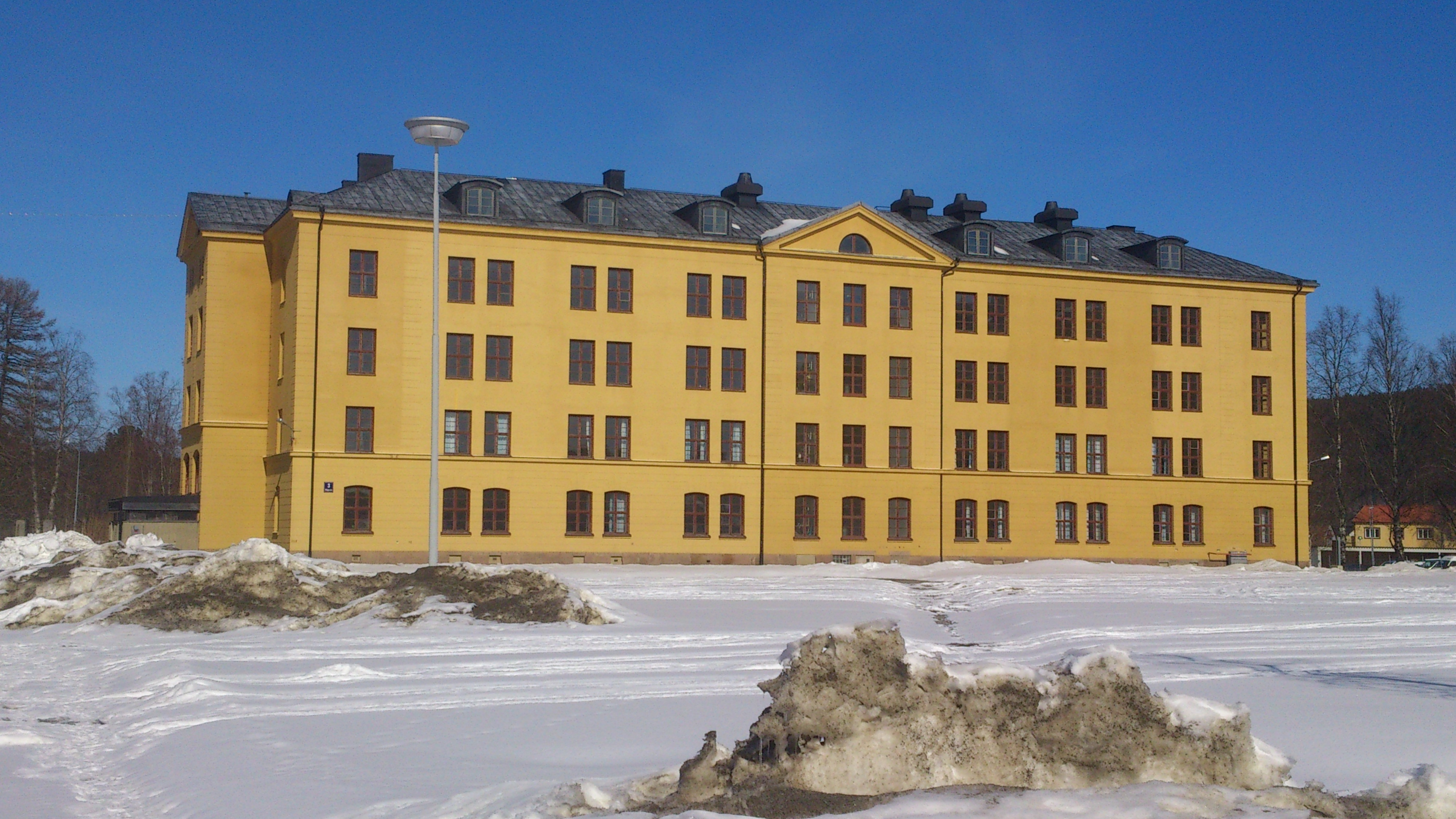
Kasernbyggnad vid regementet.
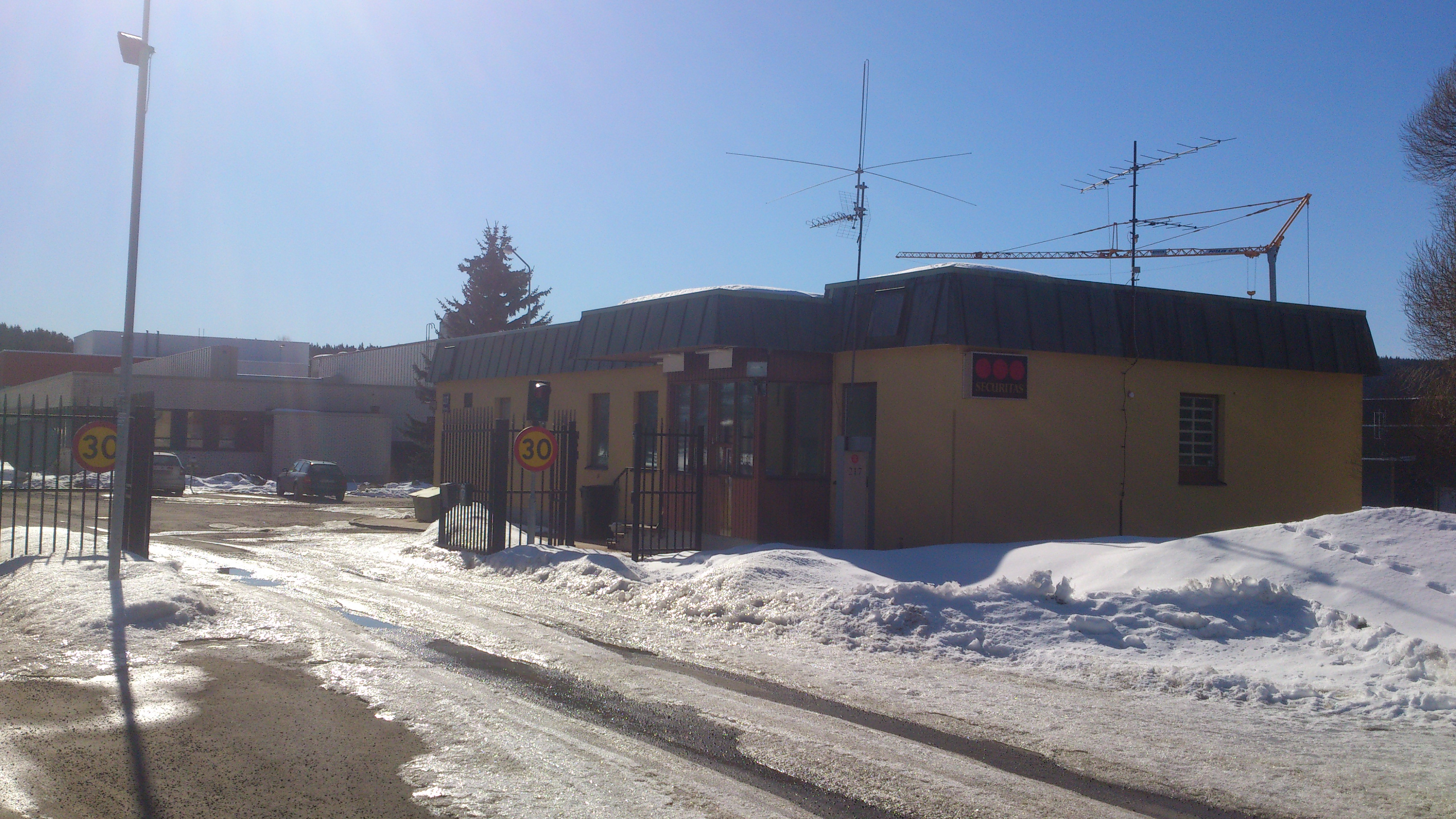
Före detta kasernvaktens byggnad.
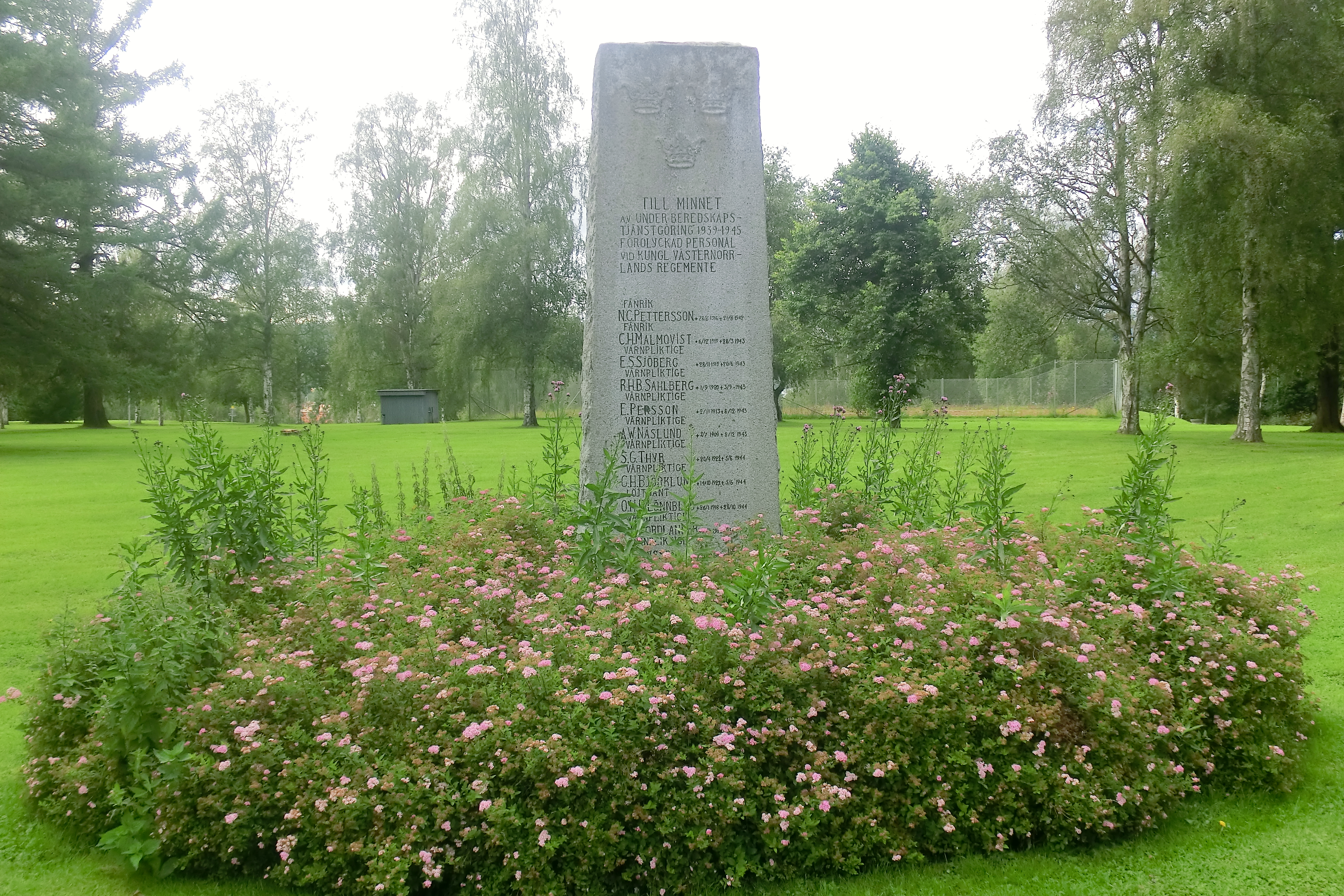
Minnessten över förolyckade vid Västernorrlands regemente under andra världskriget.
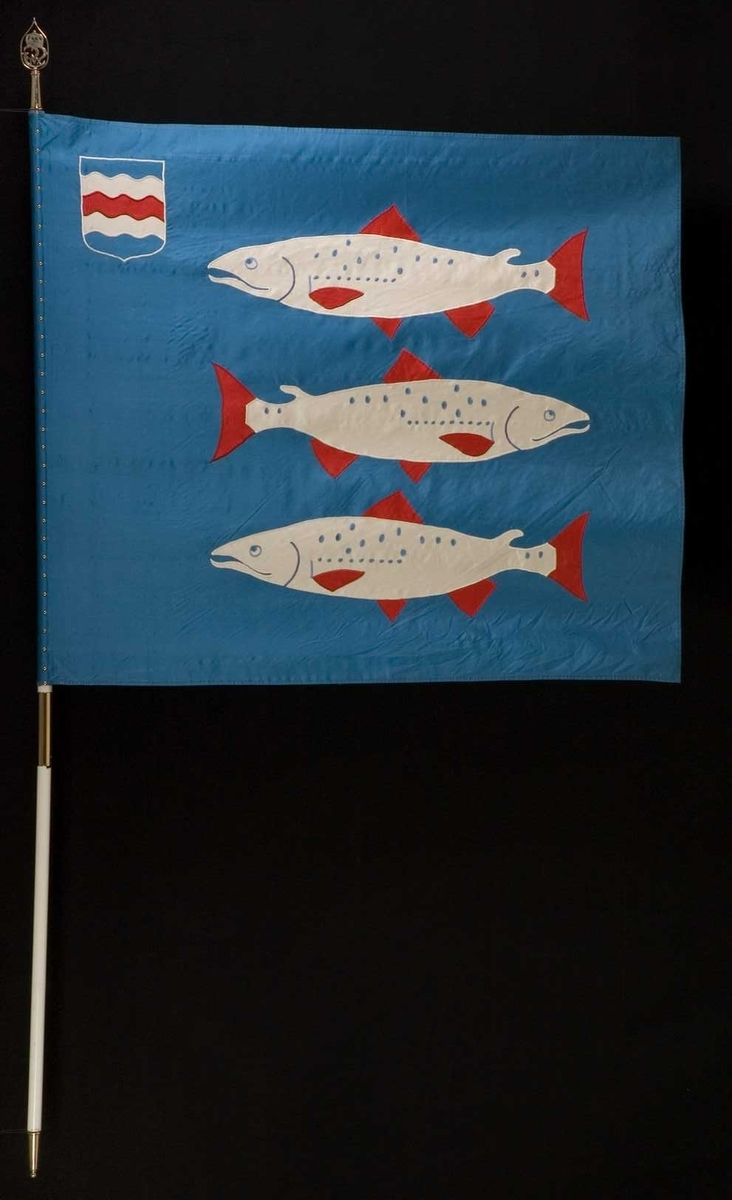
Ångermanlandsbrigadens fana.